# Espondilolistese

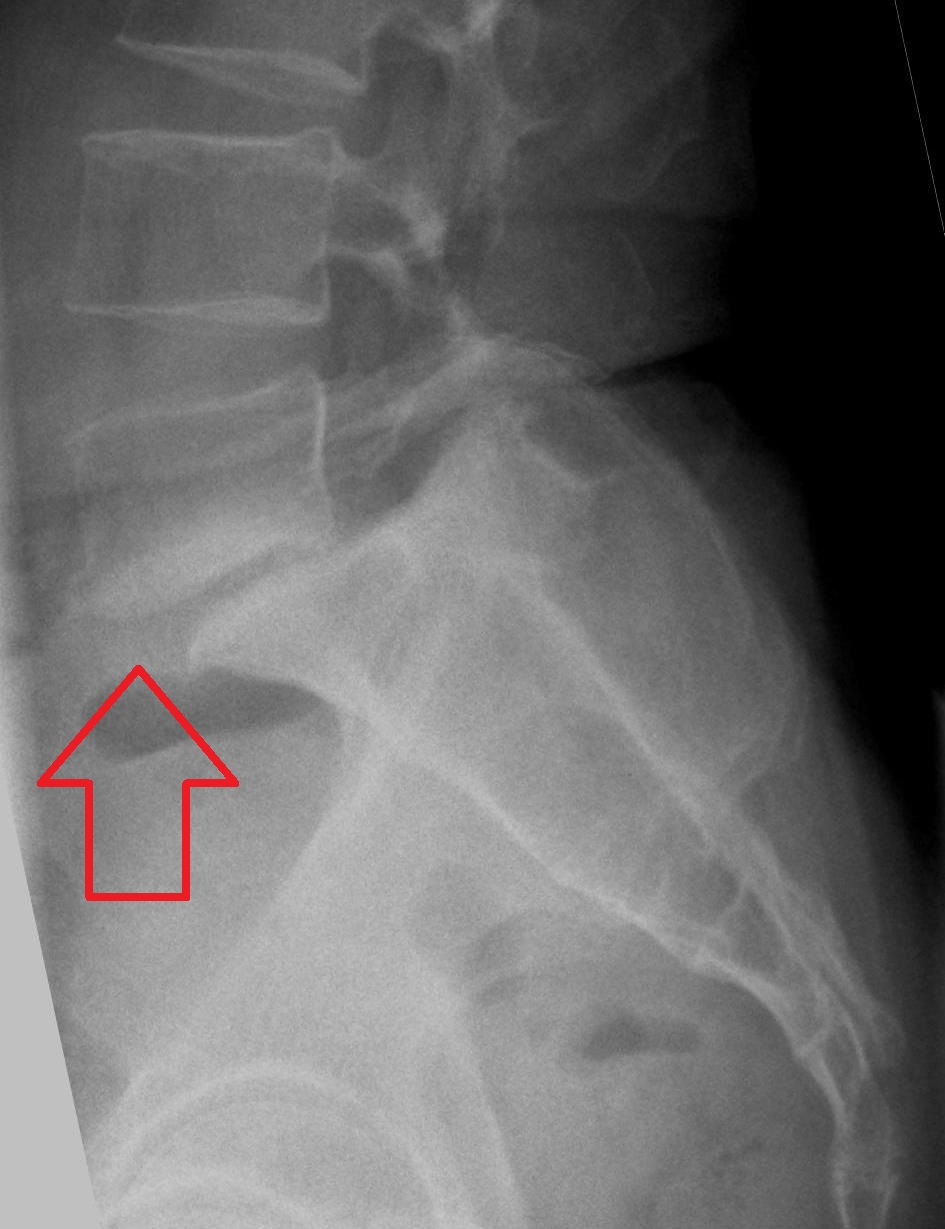
Espondilolistese na vértebra lombar L5.

Espondilolistese é o deslocamento anterior de uma vértebra ou da coluna vertebral em relação à vertebra inferior, ou, mais geralmente, em qualquer direção. 